# 鴻池財閥
鴻池財閥（こうのいけざいばつ）は、江戸時代に成立した日本の財閥。16世紀末、鴻池家が摂津国川辺郡鴻池村（現・兵庫県伊丹市鴻池）で清酒の醸造を始めたことにはじまる。その後、一族が摂津国大坂に進出して両替商に転じ、鴻池善右衛門家を中心とする同族集団は江戸時代における日本最大の財閥に発展し、明治維新後は華族の男爵家にも列した。
大阪市の本邸跡は現在大阪美術倶楽部となっている。

## 歴史

### 始祖・鴻池新六

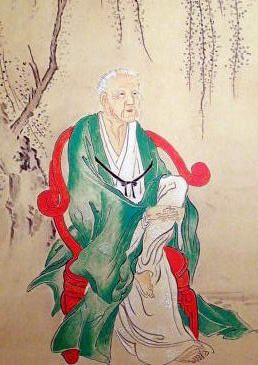
始祖 鴻池新六画像

鴻池家の始祖は鴻池新六（直文）である。家伝では、新六は尼子氏家臣の山中鹿介（幸盛）の子という（#山中幸盛との関係参照）。
新六は、慶長年間には伊丹郷町にほど近い鴻池郷ですでに酒造業を行っており、江戸へ酒を輸送して販売をおこなっている（伊丹酒参照）。清酒に関しては、新六の店の手代が叱責された腹いせに灰を投げ込んだことで、はじめてその製法が発見されたものであるとの伝承もある（日本酒の歴史#清酒の起源参照）。子孫である山中元長と長男元漸が建てた鴻池稲荷祠碑が主張する通りに鴻池郷を「清酒発祥の地」とするかについては議論が分かれるものの、新六が改良したとされる醸造法（鴻池流）は清酒の大量生産を可能にし、一般に流通する契機となった。
元和元年（1615年）、新六の次男・善兵衛秀成は大坂に移り、醸造業を始めた。元和5年（1619年）には新六も大坂内久宝寺町に店舗を設けて醸造を営むようになり、鴻池一族の拠点は大坂に移動した。一族はやがて海運業にも進出した。
新六には多数の男子があり、鴻池村の本家（鴻池村山中総本家）と醸造事業は七男の新右衛門元英が嗣いだ。大坂における醸造・海運事業は、次男の善兵衛秀成、三男の又右衛門之政、八男の善右衛門正成がそれぞれ引き継いだ。

### 鴻池善右衛門家

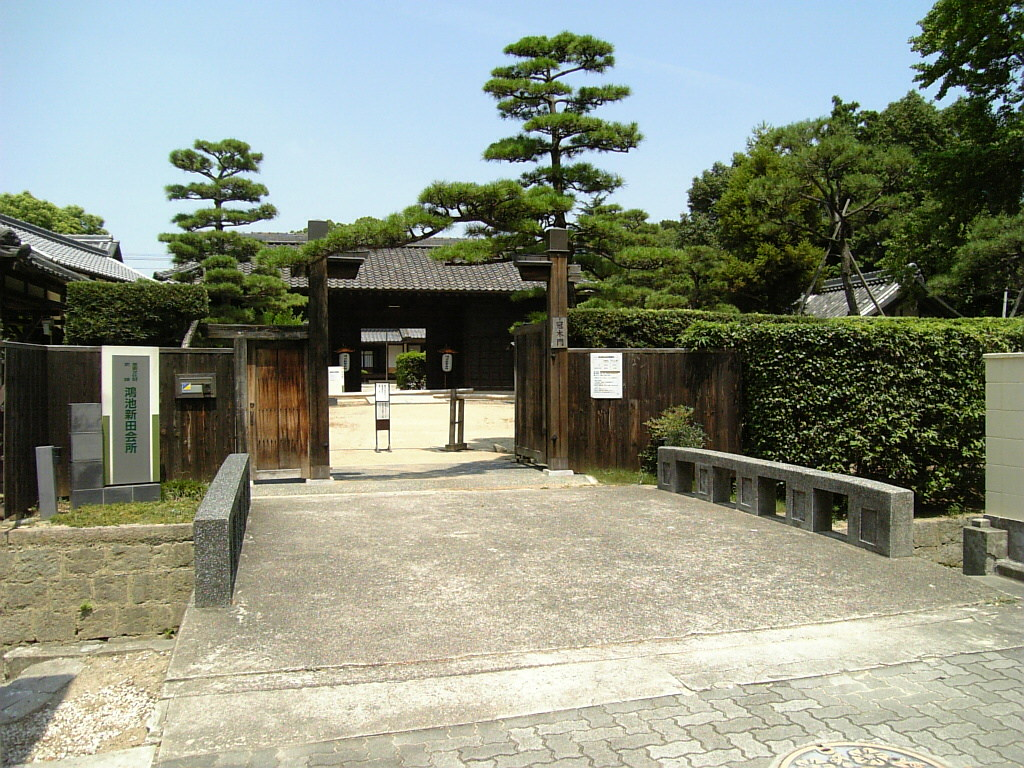
鴻池新田会所

両替商として名をなした鴻池善右衛門家の初代・正成は、新六の八男である。
寛永2年（1625年）には正成は九条島にて海運業を始めた。大坂から江戸への酒積みが多量となり、陸路駄馬で運んでいては間に合わず、海上輸送を行うことにしたのである。海運業の創始によって、西国大名参勤交代の運輸や蔵物の取り扱いなど大名との取引関係が生じ、その関係から大名貸が始まった。明暦2年（1656年）には両替店を開店し、町人貸しや大名貸しで繁栄した。寛文10年（1670年）には幕府御用の両替商として、十人両替という地位にも就いた。鴻池は酒造・海運・金融（大名貸、両替商）という、一見相互に無関係の業務を営む形になった。
後に、鴻池は海運、酒造から手を引き、金融業と大名貸中心となり、成長を続けた。全国百十藩が鴻池家からの融資を受けていたと言われる。江戸時代にあっては、徳川家はもとより各藩に財務能力が乏しく、民間人である豪商に丸投げする形で財務管理を行った。升屋の山片蟠桃に典型的なように、債務を履行させるために豪商が人材を派遣し、藩政を大きく動かすこともしばしば行われた。大名貸し以外には、この時代に鴻池家が営んだ事業としては、3代目善右衛門宗利が着手した、鴻池新田の開発なども有名である。
幕末期には鴻池家の資産は銀五万貫にも達しており、「鴻善ひとたび怒れば天下の諸侯色を失う」とまで言われた。「鴻池の犬」という落語があるが、日本を代表する豪商として徳川期を通じて広く知られ、長く繁栄した。

### 同族集団
鴻池家一族や有力な奉公人はそれぞれ一家を立て、善右衛門家を本家として「別家・分家」と呼ばれる同族集団を形成した。それぞれの家は単体でも大きな商家であり、本家との関係や専門とする業種には相違があるが、金融業を手がけたことで共通していた。
有力な分家としては、初代善右衛門の兄にはじまる栄三郎家（新七二男）・新十郎家（新七三男）や、善五郎家（5代善右衛門の娘婿）がある。また、別家では、善右衛門家から独立して鴻池庄兵衛（鴻庄）と呼ばれる両替商となった中原庄兵衛家や、草間伊助家、池尻力家が挙げられる。

### 明治維新後の鴻池財閥
幕末から明治維新にかけての鴻池善右衛門家当主は、10代目の幸富である。
明治維新において、鴻池家は大名貸を帳消しにされて大きな損失を被ったとも、それほど大きな痛手は蒙らなかったとも言われる。しかし、鴻池家は維新後も、金融業から他の事業へ営業分野の拡大はあまり図らなかった。維新後のいろいろな起業の発起人には多く鴻池善右衛門（幸富）が名を連ねているが、同家の名声を利用するために誘い込まれたものも多い。明治以降の鴻池家の営業方針は堅実を旨としていたため、政商としての性格を色濃く持つ三井のように、藩閥政府の成長政策と歩調をあわせて急速に発展することはできなかった。1877年に善右衛門が設立した第十三国立銀行（のちに鴻池銀行）も他の諸銀行に次第に抜かれ、一地方銀行へと後退していった。
事業体としての鴻池財閥は、10代善右衛門の次男である鴻池新十郎が第2代総帥として采配を振った。善右衛門家は長らく日本有数の富豪としての地位を保ち、明治44年（1911年）には11代善右衛門（幸方）が男爵に叙爵されている。番頭役として原田二郎が実質的な最高責任者であった。
第二次世界大戦後、財閥解体や農地改革によって鴻池家は甚大な被害を受けた。
往年の鴻池男爵家本邸の一部は、大阪美術倶楽部として残っていたが、2007年に解体された。

## 近代鴻池財閥の企業
1877年に善右衛門が設立した第十三国立銀行は、1897年に普通銀行に転換し、鴻池銀行となった。1933年12月、鴻池銀行・三十四銀行・山口銀行の3行が合併し、三和銀行が創立された。のちに三和銀行は鴻池善右衛門の両替商としての創業の年「since 1656」をロゴマークに記している。第二次世界大戦後三和銀行を中心として三和グループが形成されると鴻池財閥傘下の企業も三和グループおよびみどり会に加わった。三和銀行は2001年にUFJホールディングスとなり、UFJホールディングスは2005年に三菱東京フィナンシャル・グループと合併し、以後、三菱UFJフィナンシャル・グループとなった。
財閥の持株会社として、1921年に鴻池合名会社が設立されている。鴻池合名会社は変遷を経て、鴻池新田を中心として不動産経営を行う会社となった。1976年には鴻池新田会所東側の敷地を開発し、ショッピングセンター・鴻池グラナリーコートを建設している。2001年に鴻池合資会社と社名を変更した。鴻池家の美術コレクションや文書などは、鴻池合資会社資料室が所有している。

## 鴻池家と文化
鴻池善右衛門家は代々、茶人や文人趣味の当主を輩出し、表千家とも縁が深かった。とくに4代宗貞（宗羽、了瑛）は表千家7代宗左（如心斎）に師事し、奥義を究めたという。明治はじめの当主、10代幸富も「粋の神」と言われた当代随一の数寄者・千草屋平瀬露香と交友し、俳諧を好むといった風流人であった。明治・大正期を通じて、その邸では玄関先で鶴を飼っていたという。
3代目鴻池善右衛門宗利の弟又四郎は、彼自身も商家として大をなしたが、三星屋武右衛門・富永芳春（道明寺屋吉左右衞門）・舟橋屋四郎右衛門・備前屋吉兵衛らとともに、官許学問所懐徳堂の設立や運営にも力を貸したことで有名である。11代当主幸方の次男、鴻池幸武も並外れた通人で、浄瑠璃研究の第一人者として知られる。また、同族からも江戸時代に茶人鴻池道億（善三郎）、経済学者草間直方（伊助）、近代に文人上田竹翁らが出ている。

## 山中幸盛との関係
鴻池家の家伝によれば、始祖の鴻池新六は尼子氏家臣の山中鹿介（幸盛）の子とされる。
4代鴻池善右衛門宗貞は、寛保2年（1742年）に大徳寺玉林院に山中幸盛の位牌堂として南明庵を建立している。鴻池善右衛門家（旧男爵家）は『平成新修旧華族家系大成』に「当家は山中鹿之助の二男幸元が摂津鴻池村に住居して興ったといわれる」と記している。
一方、鴻池家の家伝を疑う見解もある。
山中幸盛の実子は娘の八重のみで男子はなかったとする説があり、1937年（昭和12年）には八重の直系の子孫である山中三郎と鴻池家が、どちらが正統な山中幸盛の直系の子孫か争って裁判となった。その結果、山中三郎が正統な山中幸盛の直系の子孫であると判決が下った。

## 鴻池の名を持つものとの関係
鴻池家、とくに鴻池善右衛門家は、江戸時代において豪商の代表格として知られた。「鴻池の犬」や「はてなの茶碗」などの上方落語にもその名が登場している。
大阪の中堅ゼネコン鴻池組は、大侠客として知られた鴻池忠治郎が創業した企業であり、鴻池財閥とは直接の関係がない。鴻池組から分かれた鴻池運輸や、鴻池組の会長・社長が設立した鴻池奨学財団も同様である。参議院議員鴻池祥肇は鴻池忠治郎の弟鴻池藤太郎の孫であり、本人も認めているように江戸期の財閥鴻池家とは結びついていない。なお、鴻池忠治郎の一族も先祖を山中鹿介とする伝承を持つと鴻池祥肇はメールマガジンで述べているが、山中鹿介の子孫は鴻池財閥を起こした山中幸元であり、前述の通り鴻池財閥と鴻池祥肇は全く無関係のため真偽は不明。
兵庫県伊丹市鴻池は、始祖・新六が創業した地であり、のちにここから「鴻池」の屋号・家名が使われるようになった。大阪府東大阪市にある鴻池新田は、3代鴻池善右衛門宗利が開発した新田であり、鴻池町などの地名もこれに由来する。